# 岩手県交通松園営業所

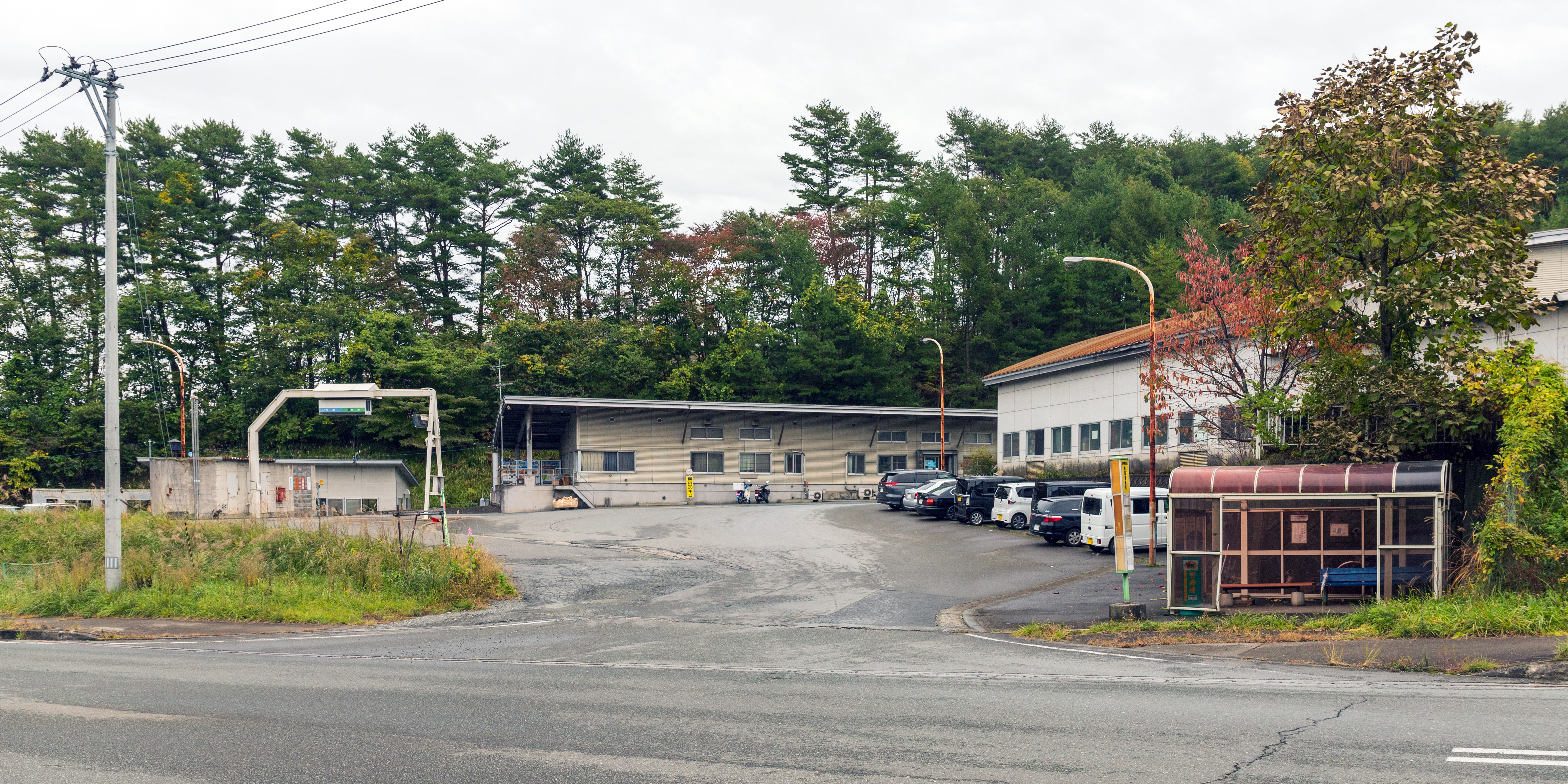
外観

岩手県交通松園営業所（いわてけんこうつうまつぞのえいぎょうしょ）は、岩手県盛岡市に所在する岩手県交通（県交通）のバス営業所である。主に盛岡都市圏北東部の路線バスおよび夜行高速バスを管轄しており、所内に夜行高速バス東京・横浜線予約センターを併設する。

## 所在地
盛岡市三ツ割大平1-1（国道455号沿い）

## 沿革
- 1987年（昭和62年）
  - 9月16日 - 旧黒石野営業所を移転する形で、三ツ割字大平地区に松園営業所新設。
- 2001年（平成13年）
  - 4月 - 松園ゾーンバス試験運行開始。
  - 7月23日 - 松園バスターミナル完成。
- 2022年（令和4年）
  - 1月13日 - 当営業所管内において地域連携ICカード「Iwate Green Pass」を導入。当面の間は交通系ICカードのみの車両と、磁気カードのみの車両が混在する形となる[1]。

## 夜行高速バス所管路線
- ドリーム盛岡 (らくちん) 号（国際興業バス車は当所で滞泊する）

## 一般路線バス所管路線
ここでは、松園ゾーンバス以外の路線について取り上げる。

### 循環バス

#### 盛岡都心循環バス「でんでんむし」
- 盛岡都心循環バス「でんでんむし」右回り線（運行区間については当該記事を参照）

#### 県立中央病院循環線
- 盛岡駅 → 大通三丁目 → 中央通三丁目 → 本町交番前[2] → 県立中央病院前 → 盛岡視覚支援学校前 → 盛岡中央郵便局前 → 映画館通り → 柳新道 → 盛岡駅
  - 運行開始当初は対キロ区間制運賃だった。
  - 2014年4月1日の運行より、150円均一となった[3]。
  - 平日のみ運行

### 一般路線バス

#### 上田線（途中始発）
- 301：緑が丘四丁目 → 三高前 → 高松の池口 → 県立中央病院前 → 盛岡中央郵便局前 → 県庁・市役所前 → 盛岡バスセンター
- 305：岩脇団地前 → 緑が丘四丁目 → 三高前 → 高松の池口 → 県立中央病院前 → 盛岡中央郵便局前 → 県庁・市役所前 → 盛岡バスセンター
  - 平日朝のみ運行
  - 上記全ての路線において、県庁・市役所前 - 盛岡バスセンター間は与の字橋を経由する。

#### 松園山岸線
- 310：松園東県営アパート - 東松園二丁目 - 松園一丁目 - 県営野球場前 - 洞清水団地前 - 白百合学園入口 - 中央公民館前 - 本町通三丁目 - 大通三丁目 - 盛岡駅
  - 2019年4月1日の運行より、盛岡駅発の平日朝の一部便において白百合学園構内に乗り入れを開始[4][5]。
  - 2024年4月1日の運行より、盛岡駅発の平日朝の一部便において白百合学園構内への乗り入れを取りやめる[6]。
- 317：白百合学園 - 愛宕町口 - 若園町 - 盛岡バスセンター - 大通三丁目 - 盛岡駅
  - 2023年4月より白百合学園スクールバスの一部コースを一般路線化する形で運行開始。
  - 運行開始当初は矢巾営業所と共管だった。
  - 盛岡駅発ののりばは、朝は8番から、午後は11番から発車していた[4]。
  - 2024年4月1日の運行より、減便のうえ、当営業所の所管となり、盛岡駅発ののりばは、8番からのみとなった。
  - 土・日・休日および白百合学園休校日は運休

#### 駅桜台団地線
- 311：桜台団地 - 庄ヶ畑 - 県営野球場前 - 東緑が丘団地 - 三高前 - 盛岡中央郵便局前 - 映画館通り - 盛岡駅
  - 三高前 - 盛岡中央郵便局前間は、盛岡駅行は高松の池口・県立中央病院前、桜台団地行は一高前・工学部東口経由。
  - 終端ループの路線であり、起点は桜台一丁目、終点は外庄ヶ畑。
  - 200x年x月x日：「駅米内団地線」から路線名称変更。

#### 浅岸線
- 314：盛岡駅 - 菜園川徳前 - 下の橋 - 紺屋町 - 天満宮前 - 附属中学校前 - 水道橋
  - 上の橋町 - 天満宮前間に二高前停留所があるが、2024年3月まで青山天神線専用停留所のため通過していた。
  - 199x年x月：柳新道 - 下の橋町間が岩手女子高校前から菜園川徳前へ経路変更される。
  - 2002年4月：富士銀行前停留所がみずほ銀行前へ名称変更される。
  - 2002年12月：みずほ銀行前停留所がみずほ銀行・啄木・賢治青春館前に再度名称変更される。
  - 2024年4月：二高前停留所の停車を開始[6]。

#### 桜台団地線
- 315：盛岡バスセンター - 県庁・市役所前 - 北山 - 県営野球場前 - 桜台団地入口 - 米内中学校前 - 外庄ヶ畑
  - 一部便において、間合いで紫波営業所が担当する。
  - 2011年10月3日 - 2015年9月30日の間は331系統が市内直通を取り止め、松園営業所発着となったため本系統が小林牧場前停留所での乗継ぎ割引適用の対象路線とされていた。

#### 北山線
- 316：松園営業所 - 県営野球場前 - 北山 - 県庁・市役所前 - 盛岡バスセンター
  - 200x年x月：松園営業所 - 県営野球場前間が延長される。
  - 一部便において、間合いで紫波営業所が担当する。

#### 松園・盛岡駅線
- 327：松園営業所 - 県営野球場前 - 北山 - 医大内丸メディカルセンター前[2] - 中央通一丁目 - 大通三丁目 - 盛岡駅
  - 平日のみ運行。

#### 松園NT・盛岡駅線
- 308 : 盛岡駅 - 材木町南口 - 岩手高校前- 県立中央病院前 - 県営野球場前 - 松園南口 - 松園東県営アパート
  - 平日のみ運行。

## 松園ゾーンバス所管路線

### 基幹バス
郊外線を含む。経路中の※は支線バス：営業所ターミナル線・東松園二丁目経由と同じルートを通る。

#### 上田線
- 301：松園バスターミナル - 岩脇団地前 - 緑が丘四丁目 - 三高前 - 高松の池口 - 盛岡中央郵便局前 - 県庁・市役所前 - 盛岡バスセンター
  - 高松の池口 - 盛岡中央郵便局前間は、盛岡バスセンター行は県立中央病院前、松園方面行は一高前を経由する。
  - 朝・夕ラッシュ時を中心にゾーンバス各支線系統から301系統への直通運行がある。19時以降のバスセンター発車便は、ほぼ全便が「松園循環右回り」直通となる。
  - 盛岡バスセンター行の途中始発便については#上田線（途中始発）を参照。
- 306：松園バスターミナル - 岩脇団地前 - 緑が丘四丁目 - 三高前 - 工学部東口 - 一高前 - 中央通三丁目 - 県庁・市役所前 - 盛岡バスセンター

上記全ての路線において、県庁・市役所前 - 盛岡バスセンター間は、盛岡バスセンター行は与の字橋、松園方面行は中の橋を経由する。

#### 駅上田線
- 307：松園バスターミナル - 岩脇団地前 - 緑が丘四丁目 - 三高前 - 高松の池口 - 盛岡中央郵便局前 - 映画館通り - 盛岡駅
- 334：盛岡駅 → 大通三丁目 → 中央通三丁目 → 一高前 → 高松の池口 →三高前 → 緑が丘四丁目 → 岩脇団地前 → 松園バスターミナル
  - 高松の池口 - 盛岡中央郵便局前間は、盛岡駅行は県立中央病院前、松園行は一高前を経由する。
  - 朝・夕方のラッシュ時を中心に、ゾーンバス各支線系統直通運行がある。19時以降の盛岡駅発車便はほぼ全便が松園営業所行となる。
  - 334系統の大通三丁目・中央通三丁目経由は、平日の朝のみ。

#### 急行上田線
- 332：松園バスターミナル → 盛岡中央郵便局前 → 県庁・市役所前 → 総合福祉センター入口 → 盛岡バスセンター
  - 松園バスターミナル - 盛岡中央郵便局前間は無停車。
  - 平日のみ運行。

#### 松園北高線
- 松園営業所 - ※ - 松園バスターミナル - 高松の池口 - 館坂橋 - 青山三丁目 - 盛岡北高前 - 滝沢営業所
  - 土・日・休日は運休。
  - 滝沢営業所と共管。

### 支線バス
フリー乗降区間がある。A・B・Cコースは新設から2016年4月3日までは9時から16時までの運行だったが、2016年4月4日からは終日運行となり、2024年4月1日からは平日のみ運行となった。

#### Aコース
- 松園バスターミナル - 県立博物館前 - 東松園四丁目 - 松園北県営アパート前 - 岩手山通り中央 - 東松園三丁目 - みはらし公園下 - 県立博物館前 - 松園バスターミナル 
  - 新設当初から平日のみ運行。

#### Bコース
- 松園バスターミナル - 松園北県営アパート前 - 東松園三丁目 - 姫神通り - 北松園二丁目 - いずみ通り - 松園北県営アパート前 - 活動センター前 - 松園三丁目 - 松園バスターミナル
  - 新設当初から平日のみ運行。

#### Cコース
- 松園バスターミナル - 県立博物館前 - もりおかこどもクリニック前[2] - 松園中学校前 - 松園小学校前 - 松園南県営アパート前 - 松園バスターミナル
  - 2024年4月1日からは平日のみ運行となった。

#### 松園団地循環バス
- 右回り
  - 松園バスターミナル → 県立博物館 → 松園北県営アパート前 → 北松園二丁目 → 小鳥沢一丁目 → 松園東県営アパート前 → 松園南口 → 松園南県営アパート前 → 松園バスターミナル
  - 松園バスターミナル → 県立博物館 → 松園北県営アパート前 → 北松園二丁目 → 小鳥沢一丁目 → 松園東県営アパート前 → 松園南口 → 松園営業所
- 左回り：右回りの逆ルート
  - 基幹バスへ直通する、または基幹バスから乗り入れる。
  - 2016年4月3日までは系統番号「6」が付番されていた。

#### 営業所ターミナル線
- 東松園二丁目経由：松園バスターミナル - 東松園二丁目 - 西松園三丁目 - 松園営業所
- 南アパート経由：松園バスターミナル - 松園南県営アパート前 - 松園二丁目 - 松園営業所
  - 南アパート経由は平日のみ運行。
  - 基幹バスへの直通運転あり

## 廃止路線
- 上田線 
  - 302：松園営業所 - 県立博物館前 - 三高前 - 高松の池口 - 盛岡中央郵便局前 - 県庁・市役所前 - 盛岡バスセンター
  - 303：松園営業所 - 東松園二丁目 - 三高前 - 高松の池口 - 盛岡中央郵便局前 - 県庁・市役所前 - 盛岡バスセンター
  - 304：松園営業所 - 南県営アパート - 三高前 - 高松の池口 - 盛岡中央郵便局前 - 県庁・市役所前 - 盛岡バスセンター
  - 324：松園営業所 - 岩手山通り - 北松園三丁目 - 三高前 - 高松の池口 - 盛岡中央郵便局前 - 県庁・市役所前 - 盛岡バスセンター
  - 326：松園営業所 - 北松園三丁目 - もりおかこども病院 - 三高前 - 高松の池口 - 盛岡中央郵便局前 - 県庁・市役所前 - 盛岡バスセンター

- 駅上田線 
  - 308：松園営業所 - 県立博物館前 - 三高前 - 高松の池口 - 盛岡中央郵便局前 - 映画館通り - 盛岡駅
  - 309：松園営業所 - 東松園二丁目 - 三高前 - 高松の池口 - 盛岡中央郵便局前 - 映画館通り - 盛岡駅
  - 323：松園営業所 - 岩手山通り - 北松園三丁目 - 三高前 - 高松の池口 - 盛岡中央郵便局前 - 映画館通り - 盛岡駅
  - 325：松園営業所 - 北松園三丁目 - もりおかこども病院 - 三高前 - 高松の池口 - 盛岡中央郵便局前 - 映画館通り - 盛岡駅

- 玉山線 
  - 328：329系統城内支線直通（ - 玉山支所前 - 城内）
  - 329：盛岡バスセンター - 県庁・市役所前 - 北山 - 県営野球場前 - 小林牧場前 - 庄ヶ畑 - 玉山中学校入口
  - 330：329系統日の戸支線直通（ - 玉山支所前 - 上日の戸 - 丹藤川第一発電所）※冬季間は上日の戸 - 発電所間を運休としていた。
    - 2011年10月3日 - 2015年9月30日の間は、好摩直通線（331系統）が市内直通を取り止め、松園営業所発着となったため玉山地区から唯一の市内直通便であった。同年10月改正より331系統の市内直通が復活。
    - 2020年10月改正で329系統が廃止、これにより岩手県交通は玉山地区から撤退[7]。

- 好摩直通線
  - 331：盛岡バスセンター - 県庁・市役所前 - 北山 - 県営野球場前 - 小林牧場前 - 庄ヶ畑 - 玉山中学校入口 - 船田 - 玉山農協前 - イオンスーパーセンター前 - 好摩駅
    - 2011年10月3日 - 2015年9月30日の間は市内直通を取り止め松園営業所発着とし、「好摩線」と改称。玉山地区から市内へ直通するのは329系統のみとなった。2015年10月改正より331系統の市内直通および好摩直通線の路線名が復活。
    - 2020年3月末を以て岩手県交通としては路線廃止。翌4月1日より県北バスによる運行開始。移管後も好摩直通線の路線名は維持され、B41系統として運行される[8][9]。

- 土渕線 
  - 317：盛岡バスセンター - 大通三丁目 - 盛岡駅 - 城西町 - 稲荷町 - 前潟 - 土渕小学校前

- 上田流通団地線 
  - 318：松園営業所 - 松園バスターミナル - 高松の池口 - 盛岡バスセンター - 仙北町 - 川久保 - 都南バスターミナル - 陸運支局前 - 矢巾営業所
    - 2006年5月：都南バスターミナル - 矢巾営業所間を廃止、のちの上田・都南バスターミナル線となる。

- 本宮線 
  - 320：先人記念館 - 盛岡市立病院 - 盛商前 - 西仙北一丁目 - 盛岡バスセンター - 大通三丁目 - 盛岡駅

- 松園・病院線 
  - 321：松園営業所 - 松園北県営アパート - 松園バスターミナル - 高松の池口 - 岩手大学前 - 県立中央病院前 - 岩手医大前 - 盛岡バスセンター - 茶畑十文字 - 東安庭二丁目 - 日赤前 - 盛岡南病院前 - 友愛病院
    - （旧）334：上記系統の松園側を桜台団地まで延伸したもの（桜台・病院線）

- 駅・病院線 
  - 322：盛岡駅 - 旭橋 - 県立中央病院 - 以降321系統に同じ

- 松園ゆぴあす線 
  - （初代）335：松園バスターミナル - 東松園二丁目 - 松園営業所 - 庄ヶ畑 - ゆぴあす
  - （2代）松園バスターミナル - 活動センター前 - 松園中学校前 - 姫神通り - ゆぴあす
    - 一度廃止（335系統）されていたが、松園ニュータウン経由に経路変更して復活したものの、2024年4月廃止[6]。

- 松園下厨川線 
  - 岩手牧場前 - 運動公園前 - 県営体育館前 - 舘坂橋 - 盛岡体育館前 - 高松の池口 - 松園バスターミナル - 東松園二丁目 - 松園営業所

- 松園一本木線 
  - 松園営業所 - 東松園二丁目 - 松園バスターミナル - 高松の池口 - 氏子橋 - 厨川駅前 - 巣子 - 盛岡農業高校西口 - 自衛隊 - 一本木局前

- 浅岸学校線 
  - 盛岡バスセンター - 上の橋 - 中央公民館前 - 山岸小学校前 - 浅岸橋 - 薬師神社 - 浅岸小学校前 - 綱取 - 銭掛公民館 - 下小貝沢 -  銭掛 - 回転場所矢倉
    - 薬師神社 -  回転場所矢倉はフリー乗降区間。
    - 冬季間は最終の銭掛行きに限り、末端区間を運休する。運休区間はその年によって異なっていた（銭掛公民館または下小貝沢止まり）。
    - 2011年4月から平日のみの運行となり、2012年3月30日の運行を以て廃止。

- 松園ゾーンバス支線系統
  - 1：県営東アパートまわり
    - 松園バスターミナル → 松園南口 → 松園東県営アパート前 → 東松園二丁目 → 松園小学校前 → 松園バスターミナル

  - 2：県立博物館（・もりおかこども病院）まわり
    - 松園バスターミナル → 県立博物館前 → もりおかこども病院前 → 松園北県営アパート前 → 東松園二丁目 → 教員住宅前 → 松園バスターミナル

  - 3：県営北アパートまわり
    - 松園バスターミナル → 県立博物館前 → 松園北県営アパート前 → 東松園二丁目 → 西松園二丁目 → 松園バスターミナル

  - 4：サンタウン松園まわり
    - 松園バスターミナル → 松園北県営アパート前  → 姫神通り → いずみ通り → 松園北県営アパート前 → 松園バスターミナル

  - 5：岩手山通り・小鳥沢まわり
    - 松園バスターミナル → 松園北県営アパート前 → 岩手山通り → 小鳥沢 → 松園バスターミナル
      - A・B・Cコースが新設されてからは、「始発〜9時、16時〜終発まで」の運行だった。

    - 2016年4月3日の運行を以て系統番号6番を除き、廃止。

- 急行駅上田線 
  - 333：松園バスターミナル→県立中央病院前→盛岡中央郵便局前→映画館通り→盛岡駅
    - 松園バスターミナル - 県立中央病院前間は無停車。
    - 平日のみ運行。
      - 2016年4月3日の運行を以て廃止。

- 北山経由東緑が丘線
  - 312：岩脇団地前 - 緑が丘二丁目 - 東緑が丘団地前 - 県営野球場前 - 北山 - 県庁・市役所前 - 盛岡バスセンター
    - 県庁・市役所前 - 盛岡バスセンター間は、盛岡バスセンター行は与の字橋、岩脇団地前行は中の橋経由。
    - 2016年9月30日までは盛岡バスセンター構内始発だった。
    - 2023年4月1日廃止。

- 松園・盛岡大学線 
  - 松園営業所 - 松園一丁目 - 松園中学校前 - 県立大教員住宅前 - 小鳥沢一丁目 - 滝沢駅前 - 岩手県立大学 - 畜産研究所前 - 盛岡大学
    - 1998年3月：岩手県立大学開学に伴い、岩手県北バス（県北バス）と共同で運行開始。この時点では、県交通は滝沢地区の県北バスの停留所（滝沢駅前を除く）を、県北バスは松園地区の県交通の停留所を通過していた。
    - 200x年x月：2社で異なって停車していた停留所を統一し、県交通は滝沢地区で、県北バスは松園地区でも停車するようになる。
    - 200x年x月：松園一丁目 - 県立大教員住宅前を延長。
    - 2008年5月：松園営業所 - 松園一丁目間および岩手県立大学 - 盛岡大学間を延伸。路線名称を「県立大学線」より変更。
    - 土・日・休日および休校日は運休。
    - 2023年4月：廃止。

- 盛岡駅松園線
  - 松園営業所 → 松園バスターミナル → 工学部東口 → 舘向 → 舘坂橋 → 盛岡駅
    - 急行盛岡大船渡線の夜間滞泊（松園営業所に入庫）明けの出庫回送を利用した便で、大船渡営業所の車両・乗務員で運行されていた。
      - 2022年4月：長期運休。
      - 2023年4月：廃止。

- 上田・都南バスターミナル線
  - 318：松園営業所 - 松園バスターミナル - 高松の池口 - 盛岡バスセンター - 仙北町 - 川久保 - 野田 - 都南バスターミナル
    - 矢巾営業所と共管。
    - 平日のみ運行。
    - 2022年4月：長期運休。
    - 2023年4月：廃止。

- 松園羽場線
  - 319：松園営業所 - 松園バスターミナル - 高松の池口 - 盛岡バスセンター - 西仙北一丁目 - 盛商前 - 飯岡十文字 - 羽場 - 盛岡工業高校
    - 平日のみ運行。
    - 2022年4月：長期運休。
    - 2023年4月：廃止。

- 松園若園線
  - 313：松園営業所 - 県営野球場前 - 洞清水団地前 - 紅葉が丘団地前 - 加賀野公民館前 - 附属中学校前 - 盛岡バスセンター - 菜園川徳 - 盛岡駅
    - 199x年x月：路線が新設される。からと石から愛宕町口までは松園山岸線と同経路で、上の橋・若園町を経由して盛岡バスセンターまでの運行。
    - 2014年4月：山岸小学校前から先の区間が加賀野公民館前・附属中学校前を経由するように変更され、盛岡バスセンターから盛岡駅までが延長される。
    - 平日のみ運行。
    - 2024年4月 : 廃止[6]。

- 上米内線
  - 336：松園営業所 - 米内中学校前 - 上米内駅
    - 平日のみ運行。
    - 2024年4月 : 廃止[6]。

- 松園深夜線
  - 盛岡バスセンター → 県庁・市役所前 → 映画館通り → 盛岡駅前 → 大通三丁目 → 盛岡中央郵便局前 → 岩手大学前 → 高松の池口 → 緑が丘三丁目 → 西松園一丁目 → 県立博物館前 → 小鳥沢一丁目 → 松園北県営アパート前 → 東松園二丁目 → 松園一丁目 → 松園営業所
    - 平日のみ運行。
    - 西松園一丁目 → 松園営業所はフリー乗降区間かつ降車専用。
    - 2024年4月 : 廃止[6]。

- 青山松園線
  - 松園営業所 - 松園バスターミナル - 高松の池口 - 館坂橋 - 青山三丁目 - 月が丘二丁目 - 滝沢営業所
    - 土・日・休日は運休。
    - 滝沢営業所と共管。
    - 2025年3月31日にて運行終了[10]。